# Сакьяпа Сонам Гьялцен
Сакьяпа Сонам Гьялцен, сакьяский Содном-Джалцан (Вайли: sa skya pa bsod nams rgyal mtshan) (1312—1375) — тибетский историк, монах школы Сакьяпа. Известен благодаря своему историческому труду «Чистое зерцало царских родословных» (rgyal rabs gsal ba’i me long).
Родился в семье сакьяского женатого ламы Санбопэла (Вайли: bzang po dpal) и при рождении получил имя Нима Дебе Лодро (Нима Дебей Лодой, Вайли: nyi ma bde ba’i blo gros).
Среди его учителей был историк Будон Ринчендуб, от которого он получил посвящение Калачакры, и Дагпугпа Содномбал (Drakpukpa Sönam Pal).
Среди известных тибетских учителей, учившихся у Сонам Гьялцена — Цонкапа и Лонгченпа.
В 1347 году он ушёл с поста после трёх лет пребывания в должности настоятеля-правителя. Его сменил племянник Лотро Гьялцен.